# Cacia xenoceroides
Cacia xenoceroides là một loài bọ cánh cứng trong họ Cerambycidae.